# The Needs
The Needs est un groupe français formé au début des années 1990 dans la région d'Aix-en-Provence et de Marseille par des musiciens influencés par l'esprit garage rock américain et le rock psychédélique avec notamment plusieurs reprises des 13th Floor Elevators.
Suivi par le producteur Henri Gauby, le groupe bénéficia également du parrainage de Lucas Trouble (claviers des Vietnam Veterans) pour plusieurs de leurs albums ainsi que d'une contribution de Steve Wynn (Dream Syndicate) sous la forme d'une composition (Smooth sur l'album As the wreck knows the waves...).
Après trois albums chargés d'esprit garage, Dyin'on blue pebbles, As the wreck knows the waves..., Hatemarket  et plusieurs contributions à des compilations, le groupe cessa progressivement son activité dans la deuxième moitié des années 1990 avant de se reformer en 2004 pour un concert à Marseille en hommage anniversaire à leur producteur et inspirateur Henri Gauby, décédé en novembre 2003.
À la suite de cette prestation sur la scène du « Poste à Galène » les membres du groupe ont décidé de relancer leur activité musicale en 2005 avec plusieurs concerts.
Un nouvel album Songs from the grave enregistré aux sources garages originelles, dans les studios Kaiser à Châlon-sur-Saône, antre du producteur Lucas Trouble est sorti à la fin de l'année 2006. Ce retour de flamme a été salué par les critiques et a encouragé le groupe à remettre le couvert en dépit de quelques allées et venues dans les effectifs.
En 2007, le groupe est retourné en studio pour enregistrer "Santa Rita", un cinquième album de 18 titres dont trois reprises. Un très surprenant « cover » de Disc Jokey d'Adriano Celentano, Scarlett and Gold du 13th Floor Elevators et Turn Turn Turn des Byrds chanté en duo avec Cheyenne Doll. "Santa Rita" a été livré février 2009. Du Needs originel de 1989, il reste aujourd'hui Dey, le chanteur et Vince Shambles, le guitariste. Le groupe poursuit sa route sinueuse, livrant des concerts élégants et féroces en France et plus récemment en Espagne. Le groupe devrait fêter ses 20 ans de "Depressive Garage" dans le courant de l'année 2009. "Nous n'avons jamais été un groupe de revival garage, juste un groupe sous influences, un groupe qui connaît ses racines" indique Dey. "The Needs est une incongruité musicale, la rencontre des esprits Mods et Rockers" précise Vince Shambles.

## Discographie

### Albums CD
- Dyin'on blue pebbles (1991 GACD1/New Rose)
- As the wreck knows the waves...(1992 GACD2/MEDIA 7)
- Hatemarket (1994 GACD3/MEDIA 7)
- Songs from the grave (2006/ Nova Express Records/ DS)
- Santa Rita (2008/ Nova Express Records)

### Compilations
- Prune compilation "Kaiser addicts" (Nova express 10016) : un morceau "Strange ways".
- Revue "Abus dangereux N°20"  (1993): un morceau "Night of the phantom (live).
- Compilation "old cakes, soft brains and dead pilots" (1997 Nova express 10030) : six morceaux "No more", "Watch me now", "Stormy leather", "City of people", "24 hours","Monkey island".

### 45 tours
- The nigger/sad hours (live) 1993

### K7
- They are coming to take you away!! 1990 (Nasty evil release)